# Горни подезични мускули
Горните подезични мускули (mm. suprahyoidei) са разположени между черепа и подезичната кост. Изграждат пода на устната кухина. Произхождат от първите две хрилни дъги и първите миотоми. Участват при дъвчене, преглъщане и артикулация.
- Двукоремчест мускул (Musculus digastricus) – служи за отваряне на устата или повдигане на гръкляна.

- Начало: Venter posterior: Incisura mastoidea на слепоочната кост; Venter anterior: Fossa digastrica на долната челюст
- Залавяне: двете сухожилия са закрепени с общо сухожилие за Cornu minus на подезичната кост
- Инервация: Venter anterior: Nervus mylohyoideus; Venter posterior: Nervus facialis
- Долночелюстноподезичен мускул (Musculus mylohyoideus) – служи за придърпване на долната челюст към подезичната кост (отваряне на устата)

- Начало: Linea mylohyoidea от вътрешната страна на долната челюст
- Залавяне: задните влакна за подезичната кост, а предните за сухожилен шев (Raphe) между мускулите на двете страни
- Инервация: Nervus mylohyoideus
- Шиловидноподезичен мускул (Musculus stylohyoideus) – служи за придвижване на подезичната кост назад и нагоре

- Начало: Processus styloideus на слепоочната кост
- Залавяне: основата на подезичната кост
- Инервация: Nervus facialis
- Подбрадичковоподезичен мускул (Musculus geniohyoideus) – служи за придвижване на подезичната кост напред и нагоре

- Начало: долна челюст
- Залавяне: подезична кост
- Инервация: Plexus cervicalis чрез Nervus hypoglossus